# Fay Coyle
Francis Coyle, noto come Fay Coyle (Derry, 1º aprile 1933 – Derry, 30 marzo 2007), è stato un calciatore nordirlandese, di ruolo attaccante.

## Palmarès

### Club

#### Competizioni nazionali
- Campionato nordirlandese: 1

Derry City: 1964-1965
- Irish Cup: 1

Derry City: 1963-1964

### Individuale
- Capocannoniere del campionato nordirlandese: 1[1]

1954-1955 (20 gol)